# Craspedisia
Craspedisia es un género de arañas de la familia Theridiidae, orden Araneae. Fue descrito por el francés Eugène Simon en 1894.
Craspedisia spatulata mide 2,2 mm (0,087 pulgadas) de longitud. Las hembras de C. cornuta miden 3,1 mm (0,12 pulgadas) de longitud y los machos 2,9 mm (0,11 pulgadas) de longitud.

## Especies
- Craspedisia cornuta (Keyserling, 1891)
- Craspedisia longioembolia Yin, Griswold, Bao & Xu, 2003
- Craspedisia spatulata Bryant, 1948